# Подоліє (округ Нове Место-над-Вагом)
Подоліє (словац. Podolie) — село, громада округу Нове Место-над-Вагом, Тренчинський край. Кадастрова площа громади — 17.27 км².
Населення 1911 осіб (станом на 31 грудня 2020 року).

## Історія
Подоліє згадується 1332 року.

## Географія
Протікає Обуховський потік і Подольський потік.

## Населення
| Рік:            | 1994. | 2004.   | 2014.   | 2024.   |
| --------------- | ----- | ------- | ------- | ------- |
| Кількість осіб: | 2071  | 2056    | 1958    | 1923    |
| Різниця:        |       | -0,72 % | -4,76 % | -1,78 % |

| Рік:            | 2023. | 2024.   |
| --------------- | ----- | ------- |
| Кількість осіб: | 1892  | 1923    |
| Різниця:        |       | +1,63 % |